# روزي داي
روزي داي (بالإنجليزية: Rosie Day)‏ هي ممثلة بريطانية، ولدت في 6 مارس 1994 في المملكة المتحدة.

## وصلات خارجية
- روزي داي على موقع IMDb (الإنجليزية)
- روزي داي على موقع قاعدة بيانات الفيلم (الإنجليزية)